# 222년

## 연호
- 위(魏) 황초(黃初) 3년
- 촉(蜀) 장무(章武) 2년
- 동오(東吳) 황무(黃武) 원년

## 기년
- 위(魏) 문제(文帝) 3년
- 촉(蜀) 소열제(昭烈帝) 2년
- 동오(東吳) 손권(孫權) 원년
- 신라(新羅) 내해 이사금(奈解泥師今) 27년
- 고구려(高句麗) 산상왕(山上王) 26년
- 백제(百濟) 구수왕(仇首王) 9년

## 사건
- 음력 4월, 신라에서 우박이 콩과 보리를 해쳤다. 남신현(南新縣) 사람이 죽었다가, 한달을 지내고 부활하였다.
- 8월, 촉한(蜀漢)의 선주 유비(劉備), 오(吳)나라와의 효정 전투에서 육손(陸遜)에게 패해 백제성(영안)으로 퇴각.
- 음력 10월, 백제 병사가 신라의 우수주(우두주; 牛頭州)에 들어오니, 이벌찬 충훤이 병사를 이끌고 이를 막았으나, 웅곡(熊谷)에 이르러 적에게 패하여, 홀로 말을 타고 돌아오니, 그의 벼슬을 낮추어 진주(鎭主)로 삼았다. 연진(連珍)을 이벌찬으로 삼고 지병마사를 겸하게 하였다.

## 탄생
- 중국 서진 명장 두예

## 사망
- 로마 제국 23대 황제 엘라가발루스
- 중국 후한말 삼국시대의 문인이자 촉나라의 문인 마량.
- 중국 위나라 명장 장료
- 중국 촉나라 오호 대장군, 표기 장군 마초
- 중국 이민족장 사마가

## 참고 문헌
- 김부식 (1145), 《삼국사기》 〈권2〉 내해 이사금 조(條)